# نادی‌کالو
نادی‌کالو (به مجاری: Nagykálló) در سابولچ-ساتمار-برگ در کشور مجارستان واقع شده‌است. جمعیت این شهر ۱۰٫۳۲۴ نفر  است.